# Garbagna
Garbagna es una localidad y comune italiana de la provincia de Alessandria, región de Piamonte, con 721 habitantes.

## Evolución demográfica
| Gráfica de evolución demográfica de Garbagna entre 1861 y 2001 |
|                                                                |
| Fuente ISTAT - elaboración gráfica de Wikipedia                |